# International Accounting Standard 9
Der International Accounting Standard 9 (IAS 9) mit dem Titel Forschungs- und Entwicklungskosten (im englischen Original: Accounting for Research and Development Costs) war ein Rechnungslegungsstandard des International Accounting Standards Committee als Vorläufer des International Accounting Standards Board (IASB), der die Bilanzierung von Forschungs- und Entwicklungskosten regelte. 

## Hintergrund
Aufgrund der Fragestellung, unter welchen Umständen Forschungs- und Entwicklungskosten nicht direkt als Aufwand zu erfassen seien, sondern als immaterieller Vermögensgegenstand bilanziell aktivierbar sind veröffentlichte das IASC im Februar 1977 den Exposure Draft E9 Accounting for Research and Development Activities. Auf dieser Basis wurde der im Juli 1978 veröffentlichte finale Standard unter dem Titel Accounting for Research and Development Activities abgeleitet, der für Abschlüsse nach dem 1. Januar 1980 anzuwenden war. Nach den grundsätzlichen Regelungen des Standards waren Ausgaben für Forschung und Entwicklung zum Zeitpunkt ihres Entstehens als Aufwand zu erfassen, wobei ein Unternehmen jedoch bei Erfüllen bestimmter Kriterien die Möglichkeit hatte, einen Vermögenswert aus Entwicklungsausgaben zu aktivieren. Im Zusammenhang mit der Überarbeitung des Standards Anfang der 1990er Jahre wurde aus dem Wahlrecht eine Pflicht, der überarbeitete Standard erhielt die angepasste Bezeichnung Accounting for Research and Development Costs.
Nachdem zunächst im Zusammenhang mit der Veröffentlichung des Exposure Drafts E50 Intangible Assets im Sommer 1995 zur Entwicklung eines allgemeinen Standards für immaterielle Vermögensgegenstände eine Anpassung des IAS 9 angedacht war, wurde nach einer grundsätzlichen Überarbeitung und Neuveröffentlichung als Exposure Draft E59 Intangible Assets die Aufhebung des IAS 9 vorgesehen, da relevante Sachverhalte übergreifend dort geregelt wurden. Mit der Verabschiedung des IAS 38 im September 1998 wurde die Aufhebung durch das IASC beschlossen, mit Wirken vom 1. Juli 1999 trat dieser in und der IAS 9 außer Kraft.